# Shosaku Yasumitsu
Shosaku Yasumitsu (japanisch 安光 将作 Yasumitsu Shosaku; * 2. November 1999 in New York, Vereinigte Staaten) ist ein japanischer Fußballspieler.

## Karriere
Shosaku Yasumitsu erlernte das Fußballspielen in der Jugendmannschaft des Zweitligisten JEF United Ichihara Chiba sowie in der Universitätsmannschaft der Hōsei-Universität. Seinen ersten Vertrag unterschrieb er im Februar 2022 bei Kataller Toyama. Der Verein aus Toyama, einer Stadt in der Präfektur Toyama, spielte in der dritten japanischen Liga. Sein Drittligadebüt gab Shosaku Yasumitsu am 24. Juli 2022 (18. Spieltag) im Auswärtsspiel gegen den YSCC Yokohama. Bei dem 2:1-Auswärtserfolg wurde er in der 85. Minute für Hiroya Sueki eingewechselt. In seiner ersten Saison bestritt er vier Drittligaspiele. Am Ende der Saison 2024 belegte er mit dem Verein den dritten Platz und qualifizierte sich für die Aufstiegsspiele. Hier spielte man im Finale gegen Matsumoto Yamaga 2:2-Unentschieden. Da Katallar in der regulären Spielzeit den dritten Platz belegte, stieg man in die zweite Liga auf. Nach dem Aufstieg wechselte er zum ebenfalls in die zweite Liga aufgestiegenen RB Ōmiya Ardija.